# Lunfardo
Der Lunfardo ist eine Varietät der spanischen Sprache, die in der zweiten Hälfte des 19. Jahrhunderts in Buenos Aires (Argentinien) entstanden ist und heute in der informellen Sprache in Argentinien (und auch in Uruguay) zu finden ist. Zusammengesetzt ist die Varietät aus einem Wortschatz, den man nicht in Standardwörterbüchern der spanischen Sprache finden kann.
Die Entstehung des Lunfardos ist nur schwer fassbar. Man kann aber davon ausgehen, dass er seine Wurzeln im Zusammenspiel der europäischen Immigranten, Gauchos, Indios und Porteños (Einwohner von Buenos Aires) in den unteren sozialen Schichten hatte, obwohl man den Lunfardo immer noch mit einer Gaunersprache gleichsetzt.
Vor allem durch die Academia Porteña del Lunfardo wird der Lunfardo erforscht.

## Historischer Hintergrund
Da Argentinien nur eine sehr geringe Einwohnerzahl hatte, war das Streben der Regierung nach Einwanderern sehr groß.
Um 1853 versuchte man durch Maßnahmen, das weite Land mit Menschen europäischen Ursprungs zu bevölkern, um „…die Erde zu bearbeiten, die Industrien zu unterstützen und die Wissenschaften und Künste einzuführen“ (aus Artikel 25 der Verfassung von 1853), so dass die Zahl der Bevölkerung zu Beginn des Ersten Weltkrieges, der die Einwanderungswelle stoppte, von 1.300.000 im Jahre 1859 auf 7.885.237 angewachsen war. Die Einwanderer kamen vor allem aus Italien, Spanien, Frankreich, aber auch zahlreich aus anderen Ländern, wie beispielsweise aus Polen und Portugal. Durch die Agrarreform gab es auch eine Verschiebung innerhalb Argentiniens selbst: Arbeitslose Gauchos und Indios migrierten in die Hauptstadt.
Es kamen aber nicht nur die erhofften Intellektuellen, Akademiker und Industriellen, sondern Menschen, vorwiegend Männer, aus bäuerlichen Berufen und Ungelernte, für die es im feudalen System der Großgrundbesitzer in Argentinien keinen Platz und keine Arbeit gab. Die meisten von ihnen blieben aus Mangel an Alternativen in der Nähe des Hafens von Buenos Aires, wo sie angekommen waren. Arbeitslosigkeit, Heimweh, Armut, Verzweiflung, extremer Frauenmangel und  Kommunikationsprobleme bildeten die Gemeinsamkeit der neuen Unterschicht, in die sich auch die Gauchos einreihten.
Die schlechte Stellung der Immigranten und Gauchos war die Grundlage zur Entstehung des Lunfardos.
Spanisch wurde oft nur wenig beherrscht, so dass man zur Vereinfachung Wörter aus der eigenen Muttersprache entnahm und sie der spanischen Sprache anpasste (Lehnwörter), wenn Ausdrücke im Sprachgebrauch fehlten.
Zu dieser Zeit hatte diese Varietät die Stellung eines nur gering verbreiteten Soziolekts, da er nur in Buenos Aires und Montevideo verwendet wurde. Ebenso war er eher eine Männersprache.
Ab 1918 hörten die Einwandererströme auf, wodurch die Bedeutung der Lehnwörter abnahm.
Ab 1924 wurden Lunfardismen durch das Radio und das Tango-Lied auch in anderen Gegenden Argentiniens exportiert und auch in der Frauen- und Jugendsprache gebräuchlich.
Seit etwa 1950 verbreitet sich das Sprachphänomen immer mehr durch die Massenmedien Radio, Fernsehen und später auch durch das Internet. Mit dem Aufschwung des argentinischen Tango seit den 80er Jahren wird diese Ausbreitung wieder forciert – allerdings jetzt mit der Möglichkeit der Abgrenzung nach außen, und es werden keine Lehnwörter mehr aufgenommen.

## Andere Entstehungsthese
Der Lunfardo wird immer noch oft als eine Gaunersprache bzw. Argot angesehen. Nach dieser These vermutet man, dass der Lunfardo als eine Geheimsprache in den Gefängnissen seinen Ursprung fand. Die Annahme ist wohl durch die erste Aufzeichnung der Lunfardolexik in Polizeidokumentationen entstanden. Der Präsident der Academia Porteña del Lunfardo, José Gobello, und Mario Teruggi, ein anderer führender Lunfardoautor, sind sich einig, dass dies zweifelhaft ist. Es ist wahr, dass man die Sprechweise auch mit dem Verbrechen verbinden kann, doch rührt diese Verbindung eher daher, dass die Immigranten in den unteren Milieus lebten, in denen man sich nicht in allen Lebensbereichen an die Gesetze hielt. Eine gewisse Ähnlichkeit lässt sich aber wohl nicht abstreiten: In einer Spielart des französischen Argot, dem Verlan, werden genauso wie im Lunfardo häufig die Silben der alltäglichen Begriffe vertauscht.

## Bildung und Zusammensetzung des Lunfardowortschatzes
Der Wortschatz besteht aus etwa 5000 bis 6000 Wörtern. Er orientiert sich dabei an der spanischen Grammatik, Syntax und Orthografie. Lunfardismen können Substantive, Verben oder Adjektive sein. Lunfardische Ausdrücke werden als Synonyme zu anerkannten spanischen Wörtern benutzt. Die Lexik ist entstanden und entsteht durch Lehnwörter aus anderen Sprachen (1), Wortneuschöpfungen (2), morphologischen Änderungen (3) eines bereits existierenden Wortes und dem Vesre (4).
1. Viele Ausdrücke stammen aus den Sprachen der diversen Einwanderer (Italienisch, Englisch, Portugiesisch, Polnisch etc.), wobei vor allem die italienisch-spanische Mischsprache Cocoliche Elemente beisteuerte. Andere stammen aus dem Wortschatz der Gauchos beziehungsweise der schwarzen Bevölkerung Argentiniens und der Indios.
2. Viele bereits existierende Wörter bekommen durch Spezialisierung, Generalisierung und Genuswechsel eine neue Bedeutung. Vielfach handelt es sich auch um Metaphern.
3. Morphologische Veränderungen entstehen durch Kürzungen oder Verlängerungen des bereits entstehenden Wortes, zum Beispiel lunfa statt lunfardo oder tano statt napolitano.
4. Eine weitere typische Quelle neuer Wörter ist das Vesre. Hier wird die Reihenfolge der Silben vertauscht. Diese Wortspielerei findet sich auch in der französischen Umgangssprache als Verlan. Manche dieser Worte werden so geschickt eingesetzt, dass sie mit und ohne Silbenumkehr verstanden werden können und einen doppeldeutigen Text ergeben. Zum Beispiel sacar (wegnehmen) und casar (heiraten).

## Verbreitung und Aktualität des Lunfardo
Von der Entstehung des Lunfardos bis heute ist seine Verbreitung und seine Benutzung deutlich gestiegen.
Anfangs fand die Verbreitung mündlich statt. Dann wurde die Thematik von der Verschmelzung der verschiedenen Kulturen auch in der Literatur verwendet und somit auch die neue Sprache der unteren sozialen Schicht. Ende des 19. Jahrhunderts kam das sainete criollo in Argentinien auf. Seine größte Verbreitung hatte das sainete in den 1930ern. Die sainetes stellten den Immigranten oft  karikaturistisch dar und somit auch dessen mit Lunfardismen durchzogene Ausdrucksweise.
Eine ganz besondere Bedeutung für den Lunfardo hat ebenso der argentinische Tango. Er besitzt die gleichen Wurzeln wie die Sondersprache. In ihm wurde von der unteren Klasse, in der die Immigranten lebten, das tägliche Leben besungen. Der Lunfardo verleiht den Texten des Tango heute wie damals einen verruchten Ton und eignet sich besser als die gebildete, „schickliche“  Sprache zur Darstellung des Milieus.
Über den Tango kam der Lunfardo auch in andere Musikrichtungen, wie beispielsweise in die cumbia villera. Ab ca. 1965 entstand die argentinische Rockmusik als musikalisches Ausdrucksmittel der Jugendlichen, in die nach und nach auch lunfardische Ausdrücke adaptiert wurden. Zugleich flossen in die Jugendsprache Lunfardismen ein. Aktuell ist der Lunfardo eines der wichtigsten Ausdrucksmittel in der argentinischen Jugendsprache.
Der Lunfardo ist heute noch so aktuell wie zu seinen Anfängen. Doch hat er einen großen Entwicklungssprung vollzogen. Er ist von einem Soziolekt, den nur eine kleine Minderheit in Buenos Aires gesprochen hat, zu einem Sprachphänomen in ganz Argentinien und auch Uruguay geworden. Dabei passt er sich ständig seiner Zeit an, indem gewisse Begriffe aus der Sprache verschwinden, sich wandeln oder hinzukommen.

## Beispiele
- Lehnwörter aus anderen Sprachen
  - italienisch mangiare ‚essen‘ → manyar
  - englisch sandwich → sánguche
  - englisch off side ‚abseits‘ → orsai

- Lehnwörter und Metaphern:
  - französisch canne ‚Stock‘ → cana ‚Polizist/Gefängnis‘
  - polnisch papieros ‚Zigarette‘ → Papirusa → Papusa ‚hübsche junge Frau‘
  - italienisch funghi ‚Pilze‘ → funyi ‚Hut, Sombrero‘
  - italienisch vento ‚Wind‘ → vento ‚Geld, weil es „im Winde verweht“‘

- Vesre:
  - revés ‚umgekehrt‘ → vesre
  - tango → gotán
  - calor ‚Hitze‘ → lorca
  - noche ‚Nacht‘ → cheno
  - café con leche ‚Milchkaffee‘ → feca con chele
  - hotel → telo ‚Stundenhotel‘
  - muchachos → chochamus